# Taschorema dispatens
Taschorema dispatens là một loài Trichoptera trong họ Hydrobiosidae. Chúng phân bố ở miền Australasia.